# Volo Royal Air Maroc 630
Il volo Royal Air Maroc 630 era un volo passeggeri nazionale di linea marocchino che il 21 agosto 1994 si schiantò circa dieci minuti dopo il decollo dall'aeroporto di Agadir-Al Massira. Tutti i 44 passeggeri e l'equipaggio a bordo rimasero uccisi. All'epoca, fu il peggior incidente aereo coinvolgente un ATR 42. La successiva indagine portò a capire che l'incidente fu deliberatamente causato dal comandante.

## L'aereo
Il velivolo coinvolto era un ATR 42-312, marche CN-CDT, numero di serie 127. Volò per la prima volta nel 1989 e venne consegnato a Royal Air Maroc nel marzo dello stesso anno. Era spinto da 2 motori turboventola Pratt & Whitney Canada PW120. Al momento dell'incidente, l'aereo aveva circa cinque anni.

## L'equipaggio
Il comandante era Younes Khayati, 32 anni, con 4 500 ore di esperienza di volo. Il primo ufficiale era Sofia Figuigui.

## L'incidente
Il volo 630 era un volo di linea da Agadir a Casablanca, in Marocco. Dopo circa dieci minuti dall'inizio del volo, mentre saliva a 16 000 piedi (4 900 m), l'aereo entrò in una ripida picchiata e si schiantò in una regione montuosa dell'Atlante a circa 32 chilometri a nord di Agadir.
Il luogo dello schianto era a Douar Izounine. Tra i 40 passeggeri a bordo c'erano un principe kuwaitiano e sua moglie. Il principe era il fratello di Sabah Al-Ahmad Al-Jaber Al-Sabah, ministro della difesa del Kuwait. Almeno 20 dei passeggeri non erano marocchini. Questi includevano otto italiani, cinque francesi, quattro olandesi, due kuwaitiani e un americano.

## Le indagini
La commissione che indagò sull'incidente appurò che il pilota automatico dell'ATR 42 fu intenzionalmente disattivato dal comandante Khayati, che fece poi deliberatamente schiantare l'aereo. Un sindacato contestò la spiegazione del suicidio. All'epoca, l'incidente fu il peggiore che coinvolse un ATR 42.